# Кёне, Борис Васильевич
Барон (с 1862) Борис Васильевич (Бернгард Карл) Кёне (нем. Bernhard Karl von Koehne; 4 июля 1817, Берлин, Пруссия, Германский союз — 17 февраля 1886, Вюрцбург, Королевство Бавария) — русский археолог, исследователь нумизматики античного Причерноморья и Европы, геральдист и музейный работник, государственный деятель Российской империи. Один из инициаторов учреждения и первый секретарь (в 1846–1853) Русского археологического общества, сотрудник Императорского Эрмитажа. Тайный советник (1876).
Организатор геральдической реформы 1850-х годов, в ходе которой были разработаны и приняты новые государственные гербы Российской империи, а также основанный на них государственный «флаг гербовых цветов».

## Биография
Бернгард Карл родился в семье тайного государственного архивариуса, берлинского еврея, принявшего реформатское вероисповедание. В 1845 году он был назначен хранителем нумизматического отделения петербургского Эрмитажа, а впоследствии состоял там же советником по учёной части; с 1857 года был также начальником гербового отделения департамента герольдии.

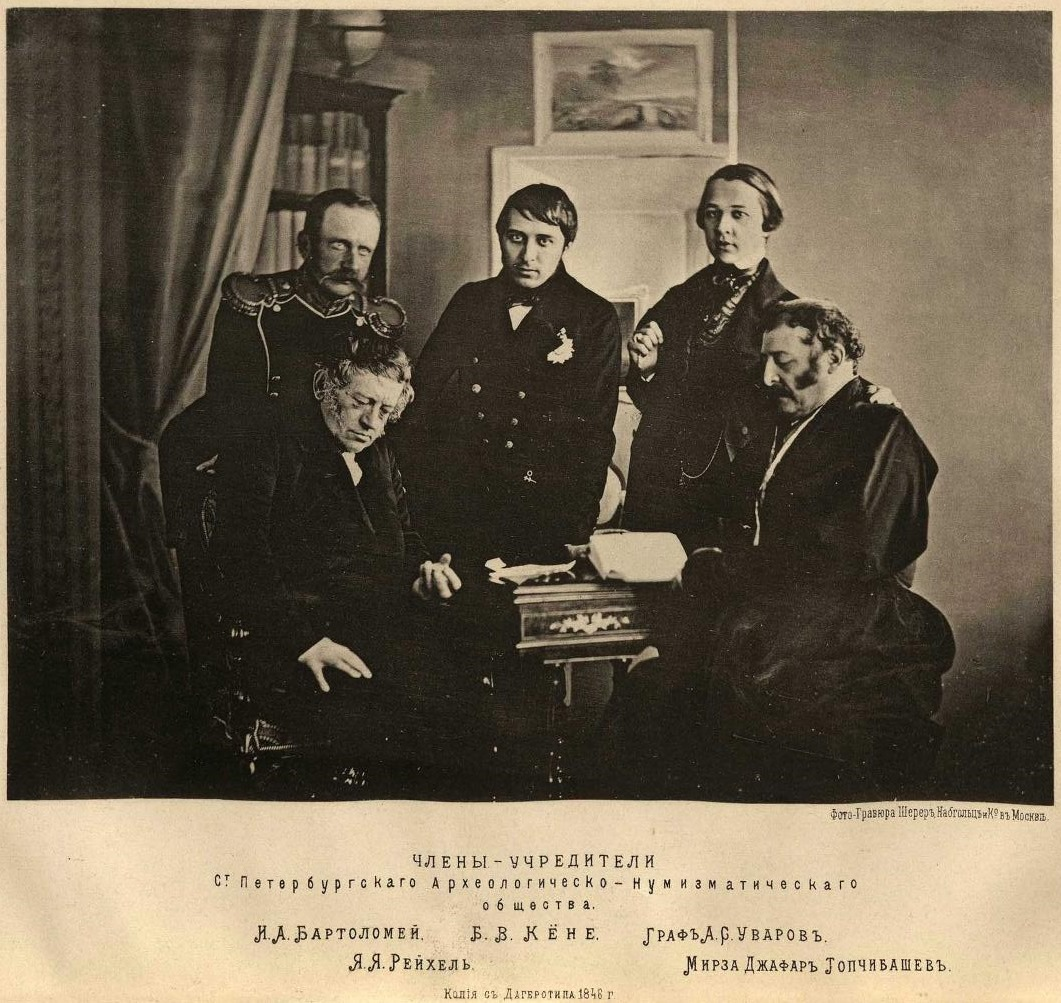
Учредители С.-Петербургского археологическо-нумизматического общества (в центре — Б. В. Кёне). Конец 1840-х годов.

По его инициативе и при содействии герцога Лейхтенбергского в 1846 году было основано Санкт-Петербургское археологическо-нумизматическое общество (будущее Императорское Русское Археологическое общество, дочернее общество РТО), в котором он был секретарём.
От Института Франции за «Описание музеума кн. Василия Викторовича Кочубея» (составлено по его рукописному каталогу) и «Исследования по истории и нумизматике греч. поселений в России, равно как царств Понтийского и Босфора Киммерийского» (СПб., 1857; есть и на франц. яз.) Кёне получил весьма редко назначаемую большую именную золотую медаль.
Желая как-то упорядочить герботворчество в Российской империи, в 1857 году Кёне составил правила украшений гербов губерний, областей, градоначальств, городов и посадов. Они были Высочайше утверждены 7 мая, 4 и 16 июля того же 1857 года. В правила включены: классификация геральдических корон над щитами, украшения (венки) вокруг щитов, обвитые соответствующими лентами, и способ указания губернской принадлежности — в вольной части щита. Кёне — автор второго Большого герба Российской империи и герба Романовых.
15 октября 1862 г. Кёне было дозволено принять баронский титул, пожалованный 12 (24) мая того же года правительницей германского княжества Рёйсс-Грейцского Каролиной-Амалией. Герб баронов Кёне был внесён в «Общий гербовник дворянских родов Всероссийской Империи» сенатским определением от 24 июня 1874 г. (Ч. XII, № 40).
С 17 апреля 1863 года — действительный статский советник, с 4 апреля 1876 года — тайный советник.
В июне 1883 года барона отчислили из состава коронационной комиссии. В апреле 1885 г. он, получив отпуск, уехал за границу «на лечение», где и умер.

## Библиография

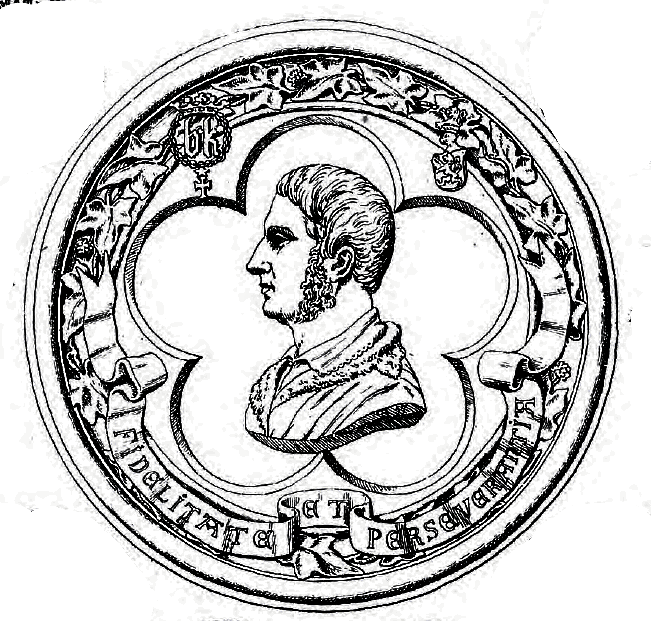
Памятная медаль, 1865

## Потомство барона фон Кёне
Потомки Кёне находились на военной службе.
- Сын — Борис Борисович (1846—1903), гвардейский офицер, полковник (1889), участвовал в Русско-турецкой войне 1877—1878 гг.
- Внук — тоже Борис Борисович (1872—после 1931), выпускник Николаевского кавалерийского училища, дослужился до генерал-майора, воевал у белых, в эмиграции жил в Югославии и Болгарии.